# سنترال بوت
سنترال بيوت (بالإنجليزية: Central Butte) هي بلدة تقع في جنوب وسط ساسكاتشوان، كندا. تأسست كبلدة في عام 1928. تقع على بعد حوالي 50 كيلومترًا شمال غرب موس جو، وعلى بعد 32 كيلومترًا جنوب شرق بحيرة ديفين، في تقاطع الطريقين السريعين 19 و42.

## التاريخ
تأسست البلدة في الأصل باسم "Siding 14"، وكانت جزءًا من خط السكك الحديدية الذي بنته شركة سكك حديد كندا المحيط الهادئ عبر جنوب ساسكاتشوان. لاحقًا، تم تغيير اسم المستوطنة إلى "Central Butte" نسبةً إلى تشكيل أرضي قريب يُدعى "butte". أصبحت مستوطنة معترف بها في عام 1914، ثم حصلت على وضع بلدة رسمياً في عام 1928.

## الاقتصاد
تعتمد البلدة على الزراعة كمصدر اقتصادي رئيسي، خاصة إنتاج الحبوب وتربية المواشي. كما توفر خدمات أساسية لسكان الريف المحيطين بها.

## المرافق
تضم سنترال بيوت مركزًا صحيًا، ومدرسة، وعددًا من المتاجر المحلية، بالإضافة إلى ساحة للتزلج ومرافق رياضية أخرى. كما تتوفر بها خدمات البريد والبنوك.

## النقل
يخدم البلدة طريقان سريعا النقل: الطريق السريع 19 والطريق السريع 42. كما كانت محطة لسكك الحديد، لكنها لم تعد نشطة اليوم.

## التركيبة السكانية
وفقًا لتعداد كندا لعام 2021، بلغ عدد سكان سنترال بيوت 372 نسمة يعيشون في 180 مسكنًا خاصًا من أصل 199. وقد تغير عدد السكان من 2016، حيث كان العدد 387 نسمة. تبلغ الكثافة السكانية حوالي 124 نسمة لكل كيلومتر مربع، على مساحة إجمالية تبلغ 2.98 كم².

## أعلام
- فرانسيس أوداي، رجل أعمال ومؤسس شركة "Second Cup".